# Irmgard Micaela Burchard-Simaika
 Irmgard Micaela Burchard-Simaika (* 27. April 1908 in Zürich; † 6. Mai 1964 in Kairo) war Kulturaktivistin, Galeristin, Malerin. Sie war 1938 Hauptorganisatorin der Ausstellung «Twentieth Century German Art» in London, Gegenmanifestation zur Naziausstellung «Entartete Kunst» in München 1937. Ab 1945 wurde sie in Brasilien und ab 1952 in Ägypten zur angesehenen Künstlerin.

## Leben
Irmgard Burchard wurde als Tochter von Bertha Hassler (1885–1985), Schauspielerin und Sängerin, und dem deutschen Fotografen Karl Burchard (* 1879 – unbekannt) in Zürich geboren. Nach Abschluss der Sekundarschule ging sie 1924 nach Lausanne. Kaufmännische Ausbildung in Zürich und anschliessend Arbeit beim Verlagshaus Orell Füssli. 1927 zog sie nach Bern und wurde Direktionssekretärin im Verlagshaus Hallwag. Einige Monate war sie 1929 Sekretärin im neuen Kur-Hotel Monte Verità, wo sie u. a. den Kunsthändler Alfred Flechtheim kennenlernte. Im gleichen Jahr wurde sie Redaktionssekretärin beim Allg. Deutschen Automobilverband in Berlin. In der Freizeit knüpfte sie Kontakte mit dem «Sturm»-Verlag von Herwarth Walden. Ab Juni 1931 war sie wieder in Zürich angemeldet und bezog 1933 eine Wohnung im neu erbauten Zett-Haus. Hier lernte sie zahlreiche Künstler kennen, u. a. die Tänzerin Suzanne Perrottet und den Zürcher Künstler und Grafiker Richard Paul Lohse. 1934 erhielt Irmgard Burchard in Zürich das Schweizer Bürgerrecht und verzichtete gleichzeitig auf die deutsche Staatsbürgerschaft. Von 1936 bis 1939 war sie mit Richard Paul Lohse verheiratet. Im Zetthaus lernte sie zahlreiche Kulturschaffende und Kunsthistoriker kennen, u. a. Oto Bihalji-Merin (auch Peter Thöne, Peter Merin). Im Umfeld der neu gegründeten «Allianz» Beginn der kurzzeitigen Tätigkeit als Galeristin in leerstehenden Räumen unter dem Titel «Art réaliste et abstrait». Auf ihrem Briefkopf stand «Irmgard Burchard – Tableaux» mit Adresse im Zetthaus und an der Curzon Street in London. In diesem Umfeld in Zürich und in London, wo sie Lady Norton von der London Gallery kennengelernt hatte, entstand im Sommer 1937 die Idee zu einer Gegenmanifestation zur «Entarteten» Kunst-Ausstellung in München. Organisation der «Twentieth Century German Art» in den New Burlington Galleries in London 1938, die trotz grossem Publikumserfolg in einem finanziellen Debakel und mit einem gesundheitlichen Zusammenbruch von Irmgard Burchard endete. Es folgten Aufenthalte in Florenz und Rom und ab 1939 in Pirano bei Trieste. Ausweisung aus Italien 1940 und Rückkehr in die Schweiz. Vor der drohenden Invasion der Deutschen schloss sie sich einer Emigrantengruppe an und floh im April 1941 nach Brasilien. Im Exil in Rio de Janeiro begann sie zu malen und stellte ihre Werke 1944 und 1945 erstmals aus. Sie erhielt insbesondere von brasilianischen Architekten wie Henrique Mindlin und Rino Lévi Unterstützung. Auch Lazar Segall erwarb von ihr ein Werk. Der Verkaufserlös ermöglichte ihr 1947 die Rückkehr nach Europa. Erfolgreiche Ausstellungstätigkeit in Paris zwischen 1947 und 1951.
In Paris lernte sie den ägyptischen Mathematiker Jacques Boulos Simaika (1914–1994) kennen, dem sie nach Ägypten folgte, um ihn am 27. Mai 1952 in Kairo zu heiraten. Reisen in Oberägypten mit ihrem Ehemann im Winter 51/52 und ein Jahr später mit der jungen Künstlerin Inji Efflatoun, die heute zu den herausragenden Künstlerinnen der ägyptischen Kunst des 20. Jahrhunderts gehört. Erfolgreiche Ausstellungstätigkeit in Kairo und in Alexandria. Viele ihrer deutschen und französischen Freundinnen in Kairo kehrten nach der Suez-Krise 1956 in ihre Heimat zurück. Das Leben in Ägypten wurde für Ausländer immer schwieriger. Nach einem London-Aufenthalt entschied sie sich 1956/57 zu einer Asienreise, die sie nach Indien, Thailand, Kambodscha, Vietnam und Singapore führte, wo sie Kontakte mit der Familie Nehru und mit Prinz Norodom Sihanouk hatte. Ihr Mann arbeitete als Statistiker für die FAO und übersiedelte 1960 nach Addis Abeba. Versuchte Rückkehr nach Paris 1960 mit zum Teil erfolgreicher Verkaufstätigkeit, u. a. in Paris, Zürich und Genf. Erneute Rückkehr in ihre Wohnung in Kairo 1962. Im Frühjahr 1964 bereitete sie eine Ausstellung in der Galerie Akhenaton in Kairo vor. Kurz vor der Eröffnung starb sie am 6. Mai 1964 in Kairo an einer Hirnblutung. Vier ausführliche Nachrufe in Ägypten, darunter ein Text von Badi el-Din Abou Ghazi in der Sonntagsbeilage von Al-Ahram zeugen von ihrem damaligen Ansehen als Künstlerin in Ägypten.

## Galeristin und Kulturaktivistin
1937 startete sie in Zürich eine Reihe von drei Ausstellungen unter dem Titel «Art réaliste et abstrait» in einer leerstehenden Wohnung im Seefeld, dann im Intérieur-Geschäft von Anna Indermaur an der Stadelhoferstrasse 42 und zuletzt im Zetthaus an der Badenerstrasse 16–18 in denen sie realistische mit abstrakten Tendenzen zu verbinden suchte. Neben Schweizer Künstlern der «Allianz» mit Leo Leuppi und Richard Paul Lohse und der Basler «Gruppe 33» mit u. a. Walter Bodmer und Walter Wiemken knüpfte sie Verbindungen mit dem nach Bern emigrierten Paul Klee, der ihr gegen vierzig Werke anvertraute, sowie mit dem Nachlassverwalter des 1934 verstorbenen Otto Meyer-Amden. Sie zeigte auch Werke von Oskar Schlemmer, Willi Baumeister, Jean Arp, Grafik von Picasso und Otto Freundlich.
Durch die Bekanntschaft mit der Galeristin der London Gallery entstand eine kurzzeitige Zusammenarbeit zwischen Zürich und London. Hieraus wuchs die Idee einer Ausstellung zur Verteidigung der von den Nazi verfemten Kunst. Zu dieser Ausstellung Twentieth Century German Art in den New Burlington Galleries in London sammelte sie in Kreisen der in die Schweiz emigrierten Kunstsammler und Künstler über 300 Werke von Ernst Barlach, Willi Baumeister, Max Beckmann, Max Ernst, Oskar Kokoschka, Paul Klee, Käthe Kollwitz, Wilhelm Lehmbruck, Franz Marc, Paula Modersohn-Becker und weiteren Künstlern. Mitorganisatoren waren zunächst Paul Westheim und Peter Merin, später Herbert Read und Patrick Blackwood, unterstützt durch ein illustres Ausstellungskomitee u. a. mit Roland Penrose und durch ein Patronatskomitee berühmter Persönlichkeiten, u. a. mit Picasso, C.F. Ramuz, H.G. Wells, Rebecca West und Virginia Woolf. Ein Hauptziel der Ausstellung war die Verteidigung der Kunstfreiheit, daneben spielte auch ein kunsthändlerisches Interesse mit, denn ein Teil der leihgebenden Sammlerinnen und Künstlerinnen waren an Kunstverkäufen interessiert. Die Provisionen sollten helfen die Organisationskosten zu decken. Die Ausstellung wurde zum grossen Besuchs-Erfolg, führte aber zu einem beträchtlichen Defizit, das einzelne Mitglieder des Patronatskomitees und die Mitorganisatoren decken mussten.
Im brasilianischen Exil wurde sie selbst zur Künstlerin, war aber 1945 auch Mitinitiantin einer Ausstellung «Arte degenerada pelo III. Reich».
Ihr Organisationstalent stellte sie ein weiteres Mal in Ägypten unter Beweis, als sie eine erstmalige Beteiligung Ägyptens an der Biennale von Sao Paulo 1953 erreichte, darunter – als eigentliche Sensation – die Beteiligung von einem Drittel Frauen.

## Malerisches Werk
Ihr Werk umfasst mindestens 600 Ölbilder. Aufgetaucht sind davon bis heute ungefähr ein Viertel, darunter 16 nachgewiesene Werke in öffentlichen Kunstsammlungen und Museen in Kairo, Alexandria, Doha, Paris, Lille, London und Zürich. Es gibt mehrere private Sammlungen in Ägypten, in Deutschland und in der Schweiz. In Bern ist ein Archiv entstanden, das sämtliche Informationen zum Werk und ihre umfangreiche Korrespondenz aus zwei Dutzend Archiven weltweit gesammelt hat.
Das Werk lässt sich grob in fünf abgrenzbare Phasen unterteilen: Werke mit surrealistischer Tendenz in Brasilien, zur naiven Ausdruckweise tendierende Pariser Städteansichten und Porträts, ägyptische Mythen (les mères, le pain quotidien, le Nil coulera toujours), Werke unter dem Einfluss der indischen und ostasiatischen Kultur im Jubiläumsjahr 2500 Jahre Siddhartha Gautama Buddhas und Porträts mit Mitgliedern der Familie Nehru, und zuletzt weitgehend abstrakte Bilder, die sie um 1960 mit einer politischen Botschaft u. a. gegen die nukleare Aufrüstung und die Umweltzerstörung verband.

## Förderung
Wilhelm Uhde, den sie von der Londoner Ausstellung her kannte, vermittelte ihr 1947 eine erste Einzelausstellung in der Galerie Jeanne Castel in Paris. Der Entdecker von Rousseau und Förderer von Séraphine de Senlis bestärkte sie – kurz vor seinem Tod – in ihrer naiven Tendenz. Förderung und Unterstützung durch den Sammler Roger Dutilleul, den Verleger André Bloc, den Kunstkritiker Charles Estienne, den Industriellen Jean Masurel und den Schweizer Diplomaten Carl Jacob Burckhardt.
In Ägypten hatte sie zahlreiche Sammler und kannte zahlreiche Kulturschaffende, die sie unterstützten, so der spätere UNO-Generalsekretär Boutros Boutros-Ghali, der kurzzeitige ägyptische Finanzminister Aly El Gritly, Direktor der Bank von Alexandria, und der libanesisch-ägyptische Kunstkritiker Aimé Azar, Autor einer 1961 verfassten Publikation zur neueren Kunstgeschichte Ägyptens, in der sie mit sechs Werk-Abbildungen vertreten ist. 1956 wurde ihr zudem der "Prix du XXXI Salon du Caire de la Société des Beaux-Arts" zuerkannt.
In der Schweiz unterstützte sie der Rechtsprofessor und Rektor der Universität Genf, Prof. Jean Graven. Aufgrund ihres frühen Todes und fehlender Nachkommen geriet sie nach der
Retrospektiv-Ausstellung in Paris 1967 bald in Vergessenheit. Als ihre unterstützenden Sammler und Freunde um die Jahrtausendwende allmählich verstorben waren, gelangten Werke in Auktionen und trugen im Zeitalter des Internets zu einer stetig wachsenden Sichtbarkeit ihres Werkes bei.

## Beteiligung an Biennalen
In der Schweiz und auch in den meisten europäischen Ländern hatten Künstlerinnen in den 50er Jahren keine Chance an die Biennale von Venedig delegiert zu werden. Irmgard Burchard gelang es, 1952 erstmals an der Biennale im ägyptischen Pavillon mit 3 Werken sich zu beteiligen. Ein zweites Mal zeigte sie 6 Werke an der Biennale von Venedig von 1958. 1953 war sie selbst Hauptorganisatorin der ägyptischen Delegation an der Biennale von Sao Paulo und zeigte hier 4 Arbeiten. An der Biennale de la Méditerranée in Alexandria war sie 1957 mit 3 Werken und 1959 mit 2 Werken beteiligt.

## Ausstellungen
In der Schweiz hatte sie drei Einzelausstellungen, 1955 und 1961 in der Städtischen Galerie zum Strauhof und 1962 in Genf im grossen Saal des Musée de L’Athénée. Ihre grösste Ausstellung zeigte sie 1959 in Kairo in der Société des Beaux-Arts im Ausstellungspavillon des Guezireh-Parkes mit 300 Werken. Posthum organisierte ihr Mann, Jaques Boulos Simaika, 1967 eine Retrospektiv-Ausstellung in der Galerie Henriette Gomes in Paris. Zahlreiche Ausstellungsbeteiligungen u. a. im Helmhaus in Zürich 1949 und 1951, an der SAFFA in Zürich 1958, sowie in zahlreichen Gruppenausstellungen in Kairo und in Alexandria.